# Честер (Арканзас)
Честер (енгл. Chester) град је у америчкој савезној држави Арканзас.

## Демографија
По попису из 2010. године број становника је 159, што је 60 (60,6%) становника више него 2000. године.
| Група             | 2000.      | 2010.       |
| Белци             | 87 (87,9%) | 140 (88,1%) |
| Афроамериканци    | 0 (0,0%)   | 0 (0,0%)    |
| Азијати           | 0 (0,0%)   | 3 (1,9%)    |
| Хиспаноамериканци | 2 (2,0%)   | 1 (0,6%)    |
| Укупно            | 99         | 159         |